# X-Men - Giorni di un futuro passato
X-Men - Giorni di un futuro passato (X-Men: Days of Future Past) è un film del 2014 diretto da Bryan Singer. È il quinto film sul gruppo degli X-Men e il settimo della serie di film X-Men.
Il film incrocia due linee temporali e a livello narrativo è dunque sia il sequel di X-Men - Conflitto finale (2006) che di X-Men - L'inizio (2011). Il film collega così le due serie cinematografiche principali della saga degli X-Men, fungendo al contempo da quarto capitolo che si aggiunge alla "trilogia originale", che in questo modo diventa una tetralogia (X-Men, X-Men 2, X-Men - Conflitto finale e appunto X-Men - Giorni di un futuro passato), e da secondo capitolo della "tetralogia delle origini", la nuova serie inaugurata nel 2011 da X-Men - L'inizio e proseguita appunto con X-Men - Giorni di un futuro passato, X-Men - Apocalisse e X-Men: Dark Phoenix.
La prima linea temporale del film, infatti, si svolge dopo gli eventi di Wolverine - L'immortale, a loro volta successivi agli eventi di X-Men - Conflitto finale, e mostra un futuro post-apocalittico, risultato degli eventi di X-Men - Conflitto finale. La seconda linea temporale, con il viaggio nel passato intrapreso da Wolverine, si svolge invece negli anni Settanta, successivamente agli eventi narrati da X-Men - L'inizio.
La storia del film è ispirata a quella dell'omonimo fumetto scritto da Chris Claremont e John Byrne. Bryan Singer torna a dirigere un film sugli X-Men dopo avere diretto i primi due capitoli della trilogia, X-Men e X-Men 2. Il film è stato girato in 3D e distribuito sia in questo formato sia in 2D e in IMAX 3D nelle sale a partire dal 22 maggio 2014 in Italia, mentre il giorno successivo negli USA.
Il film ha ottenuto una candidatura agli Oscar 2015 nella categoria migliori effetti speciali.
Della pellicola è stata realizzata nel 2015 una versione estesa e alternativa del film originale, chiamata The Rogue Cut, per il mercato dell'home video.

## Trama
Nel 2023, dei sanguinari robot senzienti conosciuti come le "Sentinelle" sterminano i mutanti e i loro alleati umani. In questo ambiente distopico un gruppo di mutanti ribelli noti come Free Mutants, composto da Alfiere, Kitty Pryde, Uomo Ghiaccio, Colosso, Warpath, Sunspot e Blink riescono a salvarsi dalle macchine sanguinarie grazie ai poteri di Kitty, che è capace di mandare la coscienza di una persona indietro nel tempo in modo da informare la propria squadra sui pericoli imminenti, così da potere scappare prima ancora che i problemi insorgano.
Il gruppo di Alfiere giunge in un monastero in Cina per ricongiungersi con i sopravvissuti degli X-Men, ovvero Wolverine, Tempesta, il professor X e Magneto, il quale, pentito delle sue spietate azioni passate, si è unito alla squadra dopo essersi riconciliato con loro. I mutanti pianificano di spedire uno di loro nell'anno 1973 per rintracciare un'adolescente Mystica e impedirle di assassinare il professor Bolivar Trask, il creatore delle Sentinelle. A seguito di quello che fu il suo primo omicidio, infatti, Mystica mise in cattiva luce la specie mutante e venne catturata per il suo DNA che fu studiato dalla compagnia di Trask e applicato alle Sentinelle anni dopo, dotandole della capacità di adattarsi al potere di qualsiasi mutante avversario e rendendole quasi invincibili. Wolverine si offre volontario poiché, a differenza dei suoi compagni, era già adulto negli anni '70, oltre al fatto che le sue capacità rigenerative gli permettono di sopportare mentalmente un viaggio nel tempo prolungato. Il professor X e Magneto gli consigliano di farsi aiutare dalle loro controparti del passato.
Logan, risvegliatosi nel 1973, si reca all'accademia dei mutanti e lì trova solo Charles Xavier e Hank McCoy. L'istituto è stato chiuso poiché la maggioranza degli studenti e degli insegnanti è stata reclutata per servire l'esercito americano nella guerra del Vietnam. Charles, devastato da questi eventi e dalla perdita di Erik e Raven, è ormai dipendente da un siero creato da Hank che gli permette di camminare ma che sopprime i suoi poteri telepatici. Logan trova in Charles un alleato per salvare il futuro e insieme decidono di liberare Erik, rinchiuso dentro una prigione sotto il Pentagono perché sospettato di avere preso parte all'assassinio del presidente Kennedy. Nel frattempo, intenzionato a creare un'arma per difendersi dai mutanti dopo l'incidente a Cuba, Trask si presenta al congresso di Washington e tenta senza successo di ottenere i fondi per la creazione delle Sentinelle. Intanto, a Saigon, Mystica impedisce al maggiore William Stryker di reclutare i mutanti presenti nel plotone americano per sottoporli agli esperimenti di Trask; tra di essi vi sono anche Ink, Toad e il suo vecchio amico Havok. Successivamente Raven si introduce nell'ufficio di Trask, dove trova i progetti per le sentinelle e con orrore scopre che la Trask Industries ha condotto esperimenti su alcuni suoi vecchi amici mutanti (come Sean Cassidy, Angel Salvadore, Emma Frost e Azazel) uccidendoli; furiosa per quanto accaduto, decide di ucciderlo. Nel frattempo Logan, Charles e Hank riescono a fare evadere Erik con la complicità di Pietro Maximoff, un giovane mutante eccentrico dotato di super velocità.
Successivamente il gruppo giunge a Parigi per intercettare Mystica, che ha assunto le sembianze di un generale vietnamita allo scopo di infiltrarsi agli accordi di pace, dove Trask tenta di vendere la sua tecnologia anti-mutante alle nazioni comuniste. Arrivano in tempo prima che Raven spari a Trask, ma Erik cerca di ucciderla per impedirne il furto di DNA. Lo scontro tra Bestia e Magneto si riversa sulla strada davanti alle televisioni di tutto il mondo, quindi i due sono costretti a separarsi e nascondersi. Wolverine nel frattempo vede il giovane Stryker, che in futuro sarà il responsabile dell'esperimento che gli conferirà gli artigli di adamantio; il trauma nel vedere l'uomo che per anni ha tormentato i suoi incubi causa uno slittamento temporale della sua coscienza scatenando un'amnesia al sé stesso del passato, mentre nel futuro Logan ferisce accidentalmente Kitty al fianco prima che lei riesca a stabilizzarlo nuovamente. Trask è salvo, ma la popolazione è orripilata nell'apprendere dell'esistenza dei mutanti, quindi il presidente Richard Nixon permette la costruzione delle Sentinelle e organizza una cerimonia pubblica per presentarle. A peggiorare le cose il team di Trask recupera il sangue mutante di Mystica che è stato sparso durante lo scontro a Parigi.
Tornato all'accademia Charles tenta di usare Cerebro per localizzare Raven, ma qualcosa nel macchinario non funziona; mentre Hank controlla, Logan intuisce che il problema è Charles. Quest'ultimo si sfoga amaramente sulle difficoltà e sul dolore provati durante il suo percorso di mentore e insegnante, così Logan lo invita a leggere nella sua mente; in questo modo Charles riesce a stabilire tramite le due versioni di Logan un contatto con il sé stesso del futuro, che lo incoraggia a non mollare per stabilire la pace fra i mutanti e gli umani. Ritrovata la propria fede (e perso nuovamente l'uso delle gambe dopo aver smesso di assumere il siero che inibiva i suoi poteri), Charles trova Raven in un aeroporto e tenta inutilmente di convincerla a desistere; egli, tuttavia, intuisce che Raven è diretta a Washington dove Trask farà la sua prima dimostrazione pubblica delle Sentinelle.
In precedenza Raven ha trovato Erik, che ora non vuole più ucciderla, dato che Trask ha già raccolto il suo DNA e sta cominciando a studiarlo. Raven gli consegna i piani delle Sentinelle ed Erik, dopo averli studiati, intercetta il trasporto dei primi esemplari diretti a Washington, dove modifica le Sentinelle aggiungendo nella loro struttura dell'acciaio in modo da poterle controllare. Per ultimo, va al Dipartimento della Difesa dove riprende il suo elmo (rimasto con altri "cimeli" di mutanti morti) ridiventando Magneto.
A Washington Logan, Charles e Hank cercano Raven mentre Nixon e Trask espongono i prototipi delle Sentinelle alla Casa Bianca. Erik attacca la folla prendendo il controllo delle Sentinelle e solleva il Robert F. Kennedy Memorial Stadium per poi schiantarlo a terra intorno alla Casa Bianca come una barricata. Nixon e Trask, accompagnati dal Consiglio dei Ministri, dai funzionari dei servizi segreti e da Mystica (che ha assunto le sembianze di un funzionario), vengono condotti in un bunker di sicurezza. Wolverine e Bestia tentano, senza successo, di fermare Erik e Magneto fa affondare Logan nel fiume Potomac prima di trascinare il bunker fuori dalla Casa Bianca con l'intenzione di uccidere Nixon e i membri del suo gabinetto in diretta, dopo un suo discorso diretto a tutti i mutanti oppressi del mondo affinché si ribellino agli umani e si uniscano alla sua Confraternita. Mystica però, assumendo le sembianze del presidente, ferisce Erik usando una pistola di plastica e infine viene convinta da Charles a risparmiare Trask. Mystica permette a Magneto di fuggire e poi si allontana dalla scena a sua volta. Le azioni di Raven sono viste come quelle di un mutante che salva il presidente, quindi il programma Sentinella viene cancellato e Trask finisce in galera per avere tentato di vendere segreti militari americani.
Contemporaneamente, nel futuro, le Sentinelle hanno trovato il nascondiglio degli X-Men e Magneto e Tempesta collaborano per rallentarle distruggendone una buona parte. Tempesta e Alfiere vengono uccisi tragicamente e Magneto blinda l'entrata del monastero con il metallo, ma viene gravemente ferito; Blink lo salva permettendogli di entrare nel monastero dove Erik si scusa con Charles per i propri sbagli. Intanto Colosso, Sunspot, Blink e l'Uomo Ghiaccio vengono uccisi brutalmente ma, proprio quando le Sentinelle stanno per fare fuoco sugli ultimi mutanti rifugiati nel monastero, le azioni di Logan nel passato hanno effetto sul futuro e il regno di terrore delle Sentinelle viene cancellato dalla storia. Logan si risveglia così in un nuovo futuro pacifico nel quale Xavier, Hank, Bobby, Rogue, Kitty, Colosso, Tempesta e perfino Jean Grey e Scott Summers sono vivi. Logan chiede al professor X che cosa sia successo nella nuova linea temporale prima del suo risveglio. Charles inizia quindi a raccontargli cosa è successo nel 1973, dove vediamo Logan che viene recuperato dalle profondità del fiume da Stryker, che alla fine però si rivela essere Mystica.
Nella scena dopo i titoli di coda, ambientata nell'antico Egitto, una folla acclama En Sabah Nur, che sta usando i suoi poteri telecinetici per costruire delle piramidi. Sullo sfondo quattro cavalieri osservano la scena.

## Personaggi

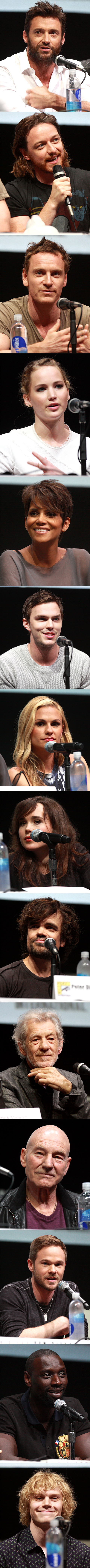
Il cast di X-Men - Giorni di un futuro passato promuove il film al San Diego Comic-Con 2013. Dall'alto vero il basso: Jackman, McAvoy, Fassbender, Lawrence, Berry, Hoult, Paquin, Page, Dinklage, McKellen, Stewart, Ashmore, Sy, e Peters.

- James "Logan" Howlett / Wolverine, interpretato da Hugh Jackman: mutante dagli artigli di adamantio e dai sensi molto sviluppati, grazie al suo fattore rigenerante è in grado di sopportare un viaggio nel suo sé del passato e salvare i mutanti.
- Charles Xavier / Professor X, interpretato da James McAvoy (giovane) e Patrick Stewart (adulto): il telepate più potente della Terra.
- Erik Lehnsherr / Magneto, interpretato da Michael Fassbender (giovane) e Ian McKellen (adulto): è un mutante con l'innata capacità di manipolare i campi di forza, e questo gli permette di controllare metallo e ferro, e anche svariate forme di energia.
- Raven Darkhölme / Mystica, interpretata da Jennifer Lawrence: mutante in grado di cambiare aspetto del suo corpo. È anche molto agile e abile nelle arti marziali.
- Bolivar Trask, interpretato da Peter Dinklage: capo delle Trask Industries, è il creatore delle Sentinelle negli anni settanta.
- Hank McCoy / Bestia, interpretato da Nicholas Hoult (giovane) e Kelsey Grammer (adulto): mutante dotato di un'intelligenza straordinaria e di una forza sovrumana che può tramutarsi in una bestia dalla pelle blu.
- Ororo Munroe / Tempesta, interpretata da Halle Berry: una mutante in grado di controllare i fenomeni atmosferici, sopravvissuta alla decimazione delle Sentinelle nel futuro. L'attrice Halle Berry, a causa della sua gravidanza, dovette girare per prima le sue scene: «È stato il motivo per cui sono stata la prima a iniziare le riprese e la prima a finire. Il mio crescente pancione stava diventando un bel problema! Ero molto limitata a causa della gravidanza, e ciò ha comportato qualche cambiamento all'ultimo minuto».[10]
- Kitty Pryde / Shadowcat, interpretata da Ellen Page: possiede l'abilità di slegare i propri atomi per passare attraverso oggetti solidi e metterli in corto circuito se sono anche elettrici. È una dei mutanti del futuro che aiuterà Wolverine a tornare nel passato. Ha una relazione con Bobby Drake.
- Bobby Drake / Uomo Ghiaccio, interpretato da Shawn Ashmore: mutante che può creare e manipolare il ghiaccio. Ha una relazione con Kitty Pryde.
- Lucas Bishop / Alfiere, interpretato da Omar Sy: mutante presente nel futuro, in grado di assorbire l'energia e indirizzarla a piacimento.
- Piotr "Peter" Rasputin / Colosso, interpretato da Daniel Cudmore: può trasformare la sua pelle in metallo organico.
- James Proudstar / Warpath, interpretato da Booboo Stewart: mutante con forza e velocità molto sviluppate, è in grado di volare.
- Clarice Ferguson / Blink, interpretata da Fan Bingbing: mutante che ha il dono di aprire portali per teletrasportare oggetti o persone.
- Roberto Da Costa / Sunspot, interpretato da Adan Canto: mutante incontrato nel futuro, è in grado di assorbire l'energia solare e sfruttarla per diversi poteri.
- Pietro Maximoff / Quicksilver, interpretato da Evan Peters: mutante con l'abilità di muoversi molto velocemente.
- William Stryker, interpretato da Josh Helman: in futuro un colonnello che odia profondamente i mutanti. Originariamente Helman avrebbe dovuto interpretare un giovane Fenomeno (già interpretato in versione adulta da Vinnie Jones in X-Men - Conflitto finale), ma in seguito Bryan Singer decise di introdurre al suo posto e come "new entry" il personaggio di Quicksilver.[11]
- Marie D'Ancanto / Rogue, interpretata da Anna Paquin: mutante in grado di assorbire i poteri mutanti altrui tramite il tocco. Inizialmente tagliata dalla pellicola in postproduzione,[12] è stata successivamente confermata come cameo dalla Fox.[13] Il personaggio compare nel futuro della nuova timeline, ma nelle prime bozze della sceneggiatura compariva anche nel futuro della timeline originale, in cui assorbiva i poteri di Kitty e manteneva Wolverine nel passato, dopo che quest'ultima era stata ferita involontariamente da Wolverine. Inoltre era presente una sequenza in cui il professor X, Magneto e Uomo Ghiaccio si infiltravano nella vecchia tenuta di Xavier trasformata in un campo di reclusione per liberarla e portarla da Kitty, ma questa scena è stata tagliata in postproduzione. Di conseguenza sono state tagliate anche le scene successive perché il personaggio sarebbe comparso senza nessuna introduzione.[14] Le scene tagliate compaiono nell'edizione home video The Rogue Cut, una versione estesa e alternativa del film originale.

James Marsden e Famke Janssen riprendono i rispettivi ruoli di Scott Summers / Ciclope e Jean Grey. Lucas Till ritorna nei panni di Alex Summers / Havok; Evan Jonigkeit e Gregg Lowe interpretano rispettivamente Toad e Ink. Mark Camacho interpreta Richard Nixon. I fumettisti Len Wein e Chris Claremont appaiono come senatori degli Stati Uniti d'America. Il regista Bryan Singer appare nei panni di un passante a Parigi.

## Produzione

### Sviluppo

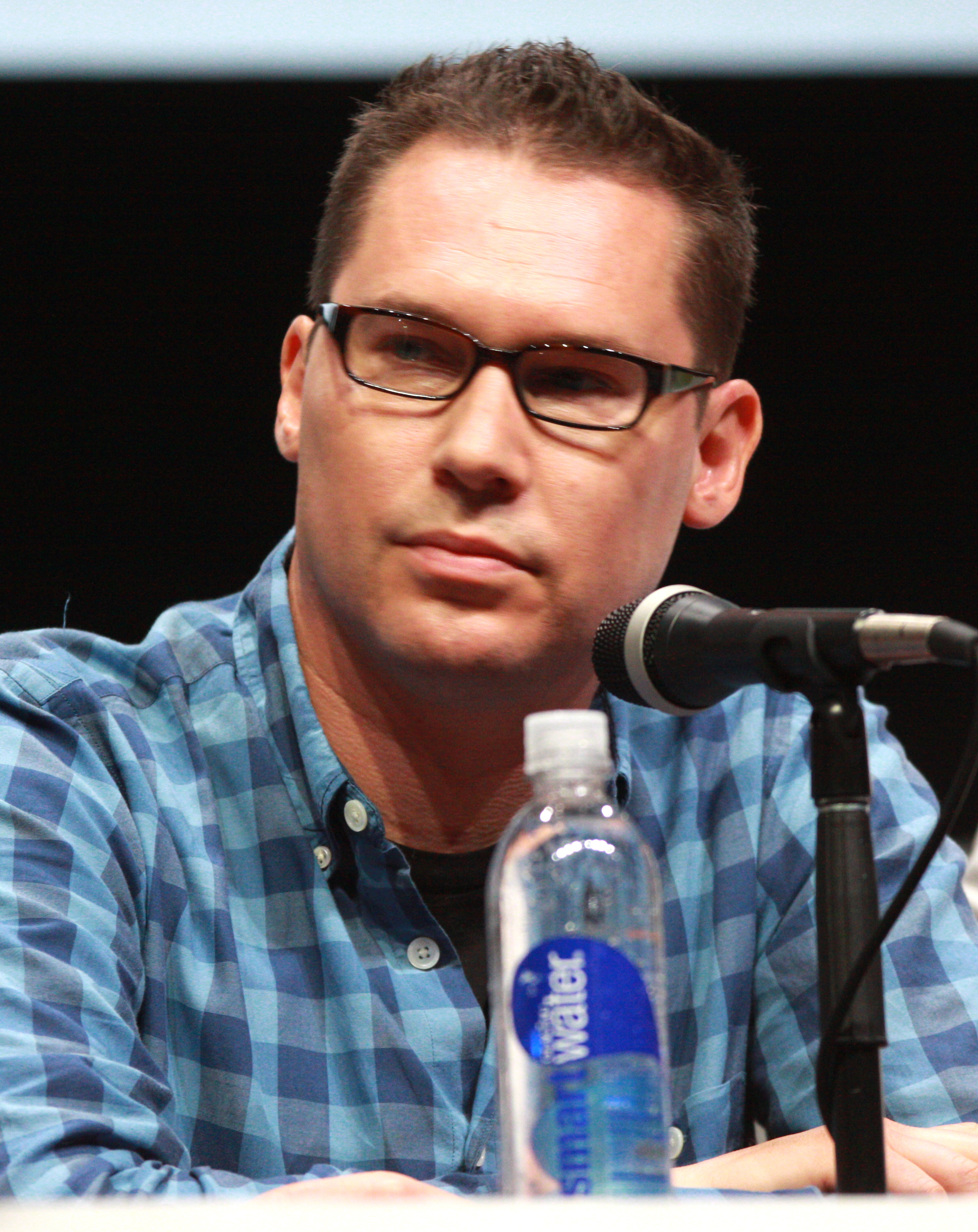
Bryan Singer al Comic Con 2013

Nel 2006, Brett Ratner disse che X-Men - Conflitto finale avrebbe dovuto essere il finale della serie, tuttavia in seguito al finale aperto di tale film cominciarono a circolare voci sulla realizzazione di un quarto film.
La 20th Century Fox, casa di produzione dei film sugli X-Men, confermò finalmente quelle voci quando annunciò ufficialmente che ci sarebbe stato un quarto film degli X-Men. Nei piani originali della produzione, Matthew Vaughn e Bryan Singer sarebbero dovuti ritornare per il sequel di X-Men - Conflitto finale in qualità di regista e produttore. Vaughn suggerì l'idea che nel sequel gli spettatori avrebbero assistito all'omicidio del presidente Kennedy a causa di una pallottola controllata da un giovane e spietato Magneto. Singer, invece, parlò della possibilità di inserire nel film la guerra del Vietnam e confermò la presenza di Wolverine nella pellicola.
Nel mese di novembre del 2011 Simon Kinberg, che aveva scritto X-Men - Conflitto finale e co-prodotto X- Men - L'inizio, venne scelto per scrivere la sceneggiatura del lungometraggio. Alcuni mesi dopo, a maggio 2012, la 20th Century Fox annunciò la data d'uscita del film il 18 luglio 2014, poi spostata al 23 maggio dello stesso anno. Ad agosto 2012 venne reso noto il titolo della pellicola, X-Men: Days of Future Past; la trama si sarebbe ispirata al fumetto omonimo scritto da Chris Claremont e John Byrne incentrato sui viaggi nel tempo da parte degli X-Men.
A ottobre del 2012 Matthew Vaughn lasciò la regia per dirigere Kingsman - Secret Service, adattamento dell'omonimo fumetto di Mark Millar. Bryan Singer, regista di X-Men e X-Men 2, fu quindi scelto per sostituirlo. Singer richiamò tutto il cast tecnico con cui aveva lavorato nei primi due film sugli X-Men, compresi sceneggiatori, costumisti, scenografi e musicisti. Singer chiese consigli a James Cameron su come rendere in maniera realistica ed efficace il viaggio degli X-Men tra presente e passato.

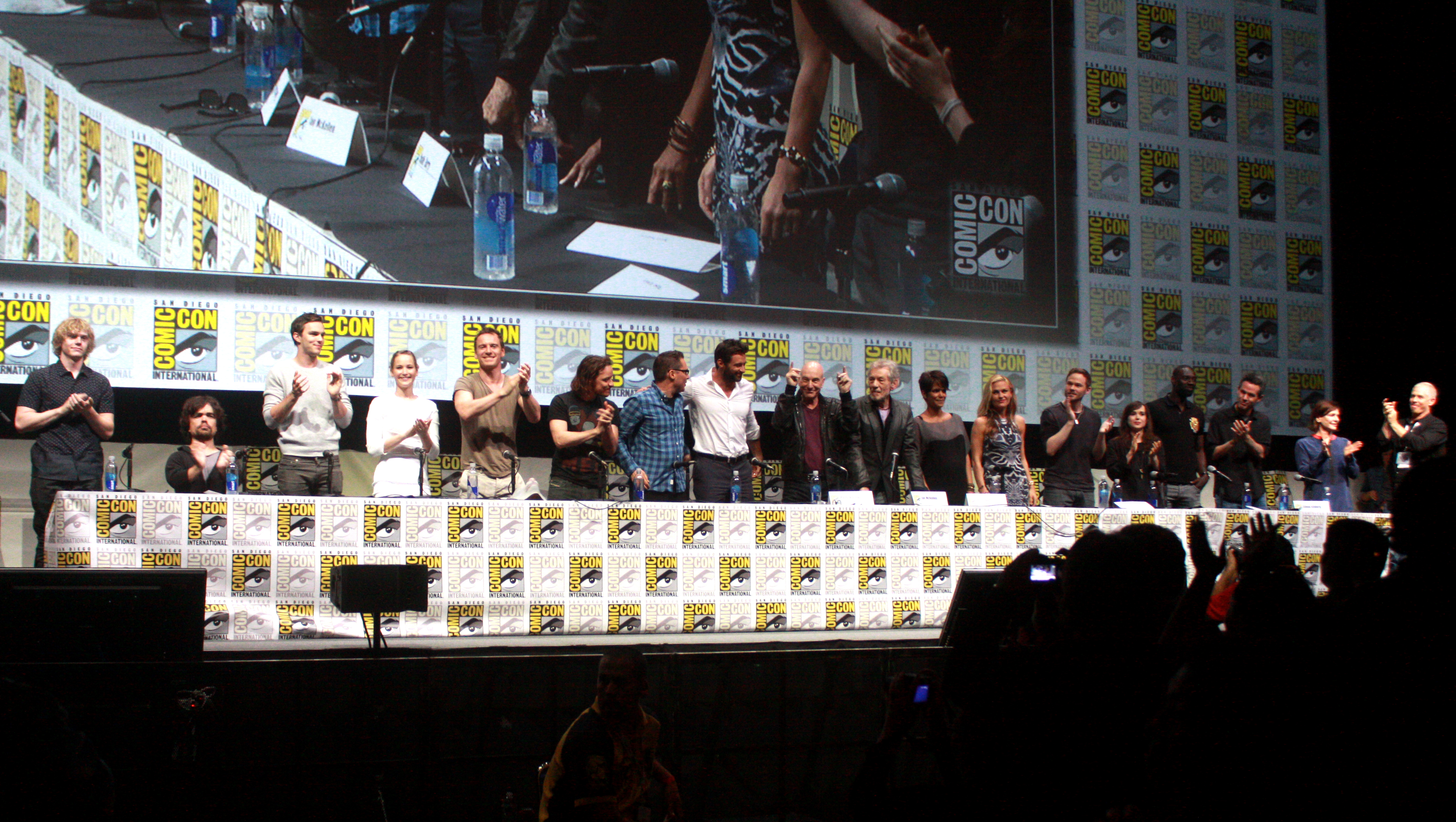
Il cast presenta la pellicola al Comic Con 2013

Alan Cumming fu contattato per riprendere il ruolo di Nightcrawler, apparso in X-Men 2, anche in questo lungometraggio, ma l'attore rifiutò perché non era disponibile all'epoca delle riprese.

### Riprese
Le riprese del film sono cominciate il 15 aprile 2013 e si sono concluse il 16 agosto 2013.
È il primo film sugli X-Men a essere stato girato nativamente in 3D e con cineprese Arri Alexa-M.

### Effetti speciali
Moving Picture Company e Digital Domain si sono occupate degli effetti speciali della pellicola.

## Promozione
A luglio del 2013 il film è stato presentato al Comic Con. Tra i presenti, oltre al regista Bryan Singer, anche lo sceneggiatore Simon Kinberg, i produttori Lauren Shuler Donner e Hutch Parker e alcuni membri del cast, Evan Peters, Omar Sy, Ellen Page, Shawn Ashmore, Anna Paquin, Halle Berry, Ian McKellen, Patrick Stewart, Hugh Jackman, James McAvoy, Michael Fassbender, Jennifer Lawrence, Nicholas Hoult e Peter Dinklage. Durante il Comic Con, il regista ha mostrato alcune scene della pellicola. Al Comic Con, inoltre, sono state pubblicate le prime locandine del film ritraenti i personaggi di Magneto e Xavier sia in versione giovane sia anziana. Successivamente è stata pubblicata anche una locandina dedicata a Wolverine.
A luglio del 2013 è stato lanciato un sito virale dedicato al film chiamato Trask-Industries.com, nel quale è presente una descrizione dettagliata delle attività della compagnia e in particolare del suo creatore Bolivar Trask, che nel film è interpretato da Peter Dinklage.
A metà titoli di coda del film Wolverine - L'immortale (2012) c'è una scena che anticipa questa pellicola: Logan (Jackman) arriva all'aeroporto dove viene raggiunto da Magneto (McKellen) e il professor Xavier (Stewart) i quali chiedono il suo aiuto contro una nuova minaccia che potrebbe porre fine all'esistenza dei mutanti. La scena è stata ideata dal produttore Simon Kinberg, da Bryan Singer e dal regista di Wolverine - L'immortale, James Mangold, per pubblicizzare il film. Lo stesso Mangold ha diretto la scena.
Il primo trailer della pellicola in lingua originale è uscito il 29 ottobre 2013, seguito, a pochi giorni di distanza, da quello italiano, mentre, poiché Sony doveva un favore a Fox per la cessione, fuori contratto, di Marc Webb affinché dirigesse di The Amazing Spider-Man 2 - Il potere di Electro, a metà dei titoli di coda della pellicola è presente una scena del nuovo capitolo sugli X-Men che coinvolge Mystica.
Un secondo sito virale, 25 Moments, ripercorre la storia delle interazioni tra umani e mutanti in venticinque momenti: il primo è la crisi dei missili di Cuba del 1962 (rappresentata in X-Men - L'inizio) mentre l'ultimo è la fondazione dell'organizzazione di resistenza "Free Mutants" da parte di Alfiere nel 2018.

## Distribuzione

### Data di uscita
Il film è stato distribuito anche nel formato 3D e in IMAX 3D a partire dal 23 maggio 2014, dal 22 maggio in Italia.

### Divieti
Il film in America ha avuto un PG-13 ovvero "non consigliabile ai minori di 13 anni non accompagnati" per "violenza, linguaggio volgare, riferimenti sessuali, azione sci-fi e temi adulti".

### Edizioni home video
Il 13 luglio 2015 è uscita per l'home video l'edizione speciale del film denominata The Rogue Cut. Tale edizione inserisce nel film le scene del personaggio di Rogue (Anna Paquin), tagliate nella versione cinematografica e ne amplia altre già presenti in quest'ultima, rimontandole leggermente. Il regista Bryan Singer ha dichiarato: "Questa non è solo un'edizione estesa di X-Men - Giorni di un futuro passato. È una versione alternativa del film".

## Accoglienza

### Incassi
Il film ha ottenuto un incasso pari a 233.921.534 $ in Nord America e 514.200.000 $ nel resto del mondo, di cui 8.967.053 $ in Italia, per un incasso totale di 748.121.534 $.
Il film è stato trasmesso in prima TV in Italia il 23 maggio 2016 su Italia 1 ed è stato seguito da 2.678.000 telespettatori con l'11,36% di share.

### Critica
Il film è stato accolto positivamente dalla critica, con molti che lo definiscono il miglior film sugli X-Men finora mai prodotto. Sull'aggregatore di recensioni Rotten Tomatoes il film ha una percentuale di gradimento del 90% con un voto medio di 7.5 su 10, basandosi su 333 recensioni, mentre il sito Metacritic attribuisce al film un punteggio di 75 su 100 in base a 44 recensioni.

## Riconoscimenti
- 2015 - Premio Oscar
  - Candidatura per i migliori effetti speciali a Richard Stammers, Lou Pecora, Tim Crosbie e Cameron Waldbauer
- 2015 - Premio BAFTA
  - Candidatura per i migliori effetti speciali a Richard Stammers, Anders Langlands, Tim Crosbie e Cameron Waldbauer
- 2015 - Kids' Choice Awards[45]
  - Attrice d'azione preferita a Jennifer Lawrence
  - Candidatura per l'attore cinematografico preferito a Hugh Jackman
  - Candidatura per l'attore d'azione preferito a Hugh Jackman
  - Candidatura per l'attrice d'azione preferita a Ellen Page
  - Candidatura per l'attrice d'azione preferita a Halle Berry
- 2015 - Empire Awards[46]
  - Miglior sci-fi/fantasy
- 2015 - MTV Movie Awards[47][48]
  - Candidatura per il miglior cattivo a Peter Dinklage
- 2015 - Saturn Awards[49]
  - Candidatura per la migliore trasposizione da fumetto a film
  - Candidatura per la miglior regia a Bryan Singer
  - Candidatura per il miglior montaggio a John Ottman
  - Candidatura per i migliori costumi a Louise Mingenbach
  - Candidatura per il miglior trucco ad Adrien Morot e Norma Hill-Patton
- 2015 - 'Jupiter Award
  - Miglior film internazionale
  - Candidatura per la migliore attrice internazionale a Jennifer Lawrence
- 2015 - Huading Awards
  - Miglior attrice a Halle Berry
- 2015 - Taurus World Stunt Awards
  - Miglior Lavoro Sodo
  - Candidatura per i migliori coordinatori di Stunt e/o direttori delle Unità in seconda